# Jocelyn Pook
Jocelyn Pook [ˈdʒɒslɪn pʊk] (Birmingham, Engleska, Ujedinjeno Kraljevstvo, 14. veljače 1960.) engleska je skladateljica, pijanistica i sviračica viole. Njezina je najpoznatija skladba „Masked Ball” („Maskirani bal”), koja je iskorištena u filmu Oči širom zatvorene, koji je režirao Stanley Kubrick. Ta je skladba pojanje koje izvode dvojica rumunjskih redovnika.

## Diskografija

### Albumi
- Deluge (1997.)
- Meeting Electra (1997.)
- Flood (1999.)
- Untold Things (2001.)

### Glazbene podloge u filmovima
- 1994./6. – Blight
- 1999. – Oči širom zatvorene
- 2000. – My Khmer Heart
- 2000. – The Sight
- 2000. – Comment j'ai tué mon pére
- 2001. – In a Land of Plenty
- 2001. – Stanley Kubrick: A Life in Pictures
- 2001. – L'Emploi Du Temps
- 2002. – Addicted to the Stars
- 2002. – La Repentie
- 2002. – La Guerre á Paris
- 2003. – Bande New Yorka
- 2004. – The Merchant of Venice
- 2004. – Wild Side
- 2004. – Soupçons
- 2004. – They Came Back
- 2005. – The Government Inspector
- 2005. – 2006. – Heidi
- 2007. – Brick Lane
- 2007. – Remnants of Everest: The 1996 Tragedy
- 2009. – The People v. Leo Frank
- 2009. – Caótica Ana
- 2009. – Going South
- 2010. – Soba u Rimu
- 2011. – Room 304
- 2012. – Augustine
- 2012. – Les Invisibles
- 2017. – King Charles III
- 2017. – The Wife

## Vanjske poveznice
- Službena stranica Jocelyn Pook
- Jocelyn Pook. IMDb. „Born in Solihull in 1960, Jocelyn Pook graduated from the London Guildhall School of Music and Drama in 1983 and began as a professional viola player.”